# 金锦女
金锦女（1922年—1934年），朝鲜族，吉林延吉人，中共东满特委儿童团宣传队成员，抗日烈士（12岁）。

## 生平
1922年，金锦女出生于今吉林省延吉市依兰镇春兴村的一个贫苦农民家庭。1932年4月，日军对今延边地区发动大规模的讨伐。她的爷爷、奶奶、父亲、二哥、三哥、二姐都被日军杀害（她的祖父母，父母、哥、姐在农民协会、妇女会、青年团、少年先锋队等团体从事抗日活动）。此后，金锦女为给亲人报仇，步行10多天来到汪清县“东满抗日根据地”，参加了中共东满特委儿童团，成为抗日宣传队的骨干。能歌善舞的她被大家称为“战地小百灵”。1933年5月1日，在小汪清根据地庆祝五一国际劳动节的文艺演出中，她演出了以自己6位亲人被日军杀害经历为剧本的歌舞，使救国军和抗日山林队的官兵深受感动。:230-231
1934年初，中共汪清县委派遣金锦女送一份机密文件。她避开各种关卡和封锁完成了递送任务。同年秋，金锦女在小汪清根据地的一次反讨伐战斗中被日军俘虏（一说她在完成递送机密文件任务后，在返回小汪清根据地途中被逮捕:78）。日军军官一手拿着枪，一手拿着糖，威逼利诱小女孩说出共产党和游击队的信息。但她毫不屈服，唾骂军警，挥拳猛打日军军官，最终被活活打死，牺牲时年仅12岁。小汪清抗日游击区得知她牺牲后，为她举行了追悼仪式。共产国际将她的事迹以《小烈女传略》为题刊登在法国巴黎《救国时报》等多国报刊上。:231

## 纪念
- 吉林省延边朝鲜族自治州汪清县建有金锦女纪念碑和半身塑像。[4]:78